# Plantation de Haulover
La plantation de Haulover est une ancienne plantation de coton, située au nord de l'île de Middle Caicos dans les Îles Turques-et-Caïques.

## Historique
Fondée par le médecin militaire britannique John Lorimer en 1791, cette plantation produisait principalement du coton, mais aussi du sisal. Une fois concédé au Dr. John Lorimer, le terrain qui devint la plantation comptait à l'origine 504 acres, puis a été agrandi lors de la reprise par Wade Stubbs de la plantation de Wade's Green au moment du décès de John Lorimers en 1807,.
La partie orientale de Middle Caicos, où la plantation de Haulover est située, était le centre de l'industrie cotonnière dans les Îles Turques-et-Caïques qui connaissait un succès certain.
Une variété de coton appelée Sea island était la culture de prédilection, et il est vrai que cette plante a été introduite dans l’archipel par les indigènes Tainos qui habitaient les îles avant l’arrivée de Christophe Colomb.
Au milieu des années 1800, les infestations de charançon du cotonnier et l'épuisement des sols ont nui à la prospérité de plantation.

## Aujourd'hui
Il ne reste que des murs, des restes de bâtiments, un puits ouvert et la cuisine de la plantation. Peu de choses sont à voir par rapport à la plantation de Wade's Green sur North Caicos.